# ヴェラ＝エレン
ヴェラ＝エレン(Vera-Ellen, 1921年2月16日 – 1981年8月30日) はアメリカ合衆国の女優、ダンサー。主にフレッド・アステア、ジーン・ケリー、ドナルド・オコーナーのダンス・パートナーとして有名。

## 経歴

### デビュー前
ヴェラ＝エレンは、本名をヴェラ・エレン・ウエストマイヤー・ローエ(Vera Ellen Westmeier Rohe) といい、シンシナティの郊外、オハイオ州ノーウッドでドイツの移民の子孫であるマーティン・ローエとアルマ・キャサリン・ウエストメイヤーの間で生まれた。
彼女は9歳でダンスを始め、上達が早かった。16歳の時、ラジオのオーディション番組『Major Bowes Amateur Hour』で勝ち、プロとして活動を始める。

### デビュー後
1939年、18歳のときにジェローム・カーンとオスカー・ハマースタイン2世のミュージカル『Very Warm for May 』でブロードウェイ劇場デビュー。彼女は背が高くなかったが、ラジオシティ・ミュージックホールのダンスカンパニー「ザ・ロケッツ」で最も若いメンバーの1人となった。これをきっかけに、ブロードウェイのミュージカル『パナマ・ハッティー』、『バイ・ジュピター』、『コネチカット・ヤンキー』で役を得て、演じていた所をサミュエル・ゴールドウィンに見出され、1945年の映画『ダニー・ケイの天国と地獄』でダニー・ケイとヴァージニア・メイヨの相手役を演じることとなる。
彼女は『ワーズ&ミュージック』（1948年）、『踊る大紐育』（1949年）でジーン・ケリーとデュエットを踊り、マルクス兄弟の最後の映画『ラヴ・ハッピー』（1949年）に出演。、『土曜は貴方に』（1950年）と『ベル・オブ・ニューヨーク』（1952年）でフレッド・アステアと並び主役となる。『ホワイト・クリスマス』（1954年）でビング・クロスビーと、『Call Me Madam 』（1953年）でドナルド・オコーナーと共演。
1950年代、彼女は「ハリウッドの最も細いウエスト」と言われ、拒食症で苦しんだと言われる。摂食障害により彼女の実際の年齢より上に見えるため、1954年の『ホワイト・クリスマス』の彼女の衣装はローブとナイトウェアを含み全て首を覆うようになっていたとも言われる。しかし、1954年10月、映画『スタア誕生』のプレミア上映には、首も肩も露出した姿で公の場に現われており、この説には信憑性がない。
彼女は1957年に映画界を引退。1958年や1959年に、ダイナ・ショアやペリー・コモのテレビ・バラエティ番組にゲスト出演したのが、末期の芸能活動の例であった。

## プライベート
ヴェラ＝エレンは2回結婚していた。1941年から1946年までの最初の夫はダンサー仲間のロバート・ハイタワー。1954年から1966年までの2番めの夫は、大富豪ビクター・ロスチャイルド。どちらの結婚も離婚で終わる。ロスチャイルドとの結婚中、娘を出産しビクトリア・エレン・ロスチャイルドと名付ける。しかし1963年乳幼児突然死症候群で死亡。
彼女の子供の死後、ヴェラ＝エレンは公の場から姿を消す。
カリフォルニア州ロサンゼルスで、ガンのため死去。

## 出演映画
- ダニー・ケイの天国と地獄Wonder Man (1945)
- ダニー・ケイの牛乳屋en:The Kid from Brooklyn (1946)
- Three Little Girls in Blue (1946)
- Carnival in Costa Rica (1947)
- ワーズ&ミュージックWords and Music (1948)
- ラヴ・ハッピーLove Happy (1949)
- 踊る大紐育On the Town (1949)
- 土曜は貴方にThree Little Words (1950)
- 銀の靴Happy Go Lovely (1951)
- ベル・オブ・ニューヨークThe Belle of New York (1952)
- Call Me Madam (1953)
- Big Leaguer (1953)
- ホワイト・クリスマスWhite Christmas (1954)
- Let's Be Happy (1957)

## 出演舞台
- Very Warm for May (1939)
- Higher and Higher (1940)
- Panama Hattie (1940)
- By Jupiter (1942)
- コネチカット・ヤンキー A Connecticut Yankee (1943)